# 橘みなみ
三季みなみ（みき みなみ、旧芸名：橘みなみ）は、日本のグラビアアイドル。愛媛県出身。血液型はAB型。スリーサイズはB88・W65・H88。アイドルオンエア初代グランプリを経てディスカバリー・エンターテインメントに所属。

## 略歴
- 2008年1月15日より開催されたユーザー参加型『GyaO@アイドルオンエア公開オーディション』一般ユーザによる投票と審査員選考の結果、グランプリを受賞。その後2008年6月からディスカバリー・エンターテインメントに所属。
- 芸能界に入る前は大張正己の映像制作会社STUDIO G1 NEOでアシスタントプロデューサーとして働いていた。
- 同人活動でアニメやゲームの女性キャラクターのコスプレ写真集を多数リリースしている。（2008年9月現在も公式サイトで通販可能）
- 元は男装を主にしていたコスプレイヤーである。
- 株式会社コーエーから発売されている女性向け恋愛シミュレーション「金色のコルダ」のキャラクター火原和樹を愛する自他共に認める二次元オタクである。
- 2008年4月から芸能界入りし、グラビアアイドル、声優として活躍の場を広げている。
- 2009年6月から芸名を橘みなみから三季みなみに変更
- 母親が幼少に病死。血の繋がっていない妹がいる。
- コスプレ時代に橘茜、日向茜を名乗ったこともある

## 出演
2008年5月〜
- 「GyaO@アイドルオンエア」初代グランプリ（アイドルチャット番組）
- ShowTime/Gyao「エロカワ☆ビキニ」（VTR）
- 「もののけくん」 ネネお姉ちゃん役（アニメーション）
- SOUND PLANET「ASIAN美少女FILE」（CSラジオ放送）
- 「劇団軌跡」第10回公演（フローラ姫役）
- 「天使は瞳をとじて」（おしばい軍団もずくぁんず、2009年2月）
- Lit Klatch リーディングシアター03「リカバリ-Recovery-」(2010年12月4日・5日、Studio Cube326 ARC)